# Leptocerus bimaculatus
Leptocerus bimaculatus är en nattsländeart som först beskrevs av Martynov 1936.  Leptocerus bimaculatus ingår i släktet Leptocerus och familjen långhornssländor. Inga underarter finns listade i Catalogue of Life.